# Munnopsoides chilensis
Munnopsoides chilensis är en kräftdjursart som beskrevs av Menzies och George 1972. Munnopsoides chilensis ingår i släktet Munnopsoides och familjen Munnopsidae. Inga underarter finns listade i Catalogue of Life.